# 招宝山街道
招宝山街道，是中国浙江省宁波市镇海区的一个街道和镇海区政府曾经所在地。位于甬江口北岸，南面隔甬江与北仑区小港街道相望，西面和北面与蛟川街道相连，东面隔灰鳖洋与舟山市金塘岛相望。总面积20.8平方公里，人口6.23万，街道办事处位于胜利路200号。

## 沿革
招宝山街道原属城关镇，古称浃口，别名蛟川，2001年析城关镇设立招宝山街道和蛟川街道。

## 下辖
目前，招宝山街道下辖以下地区：
城东社区、胜利路社区、总浦桥社区、后大街社区、顺隆社区、车站路社区、西门社区、白龙社区、张监碶社区、海港社区和后海塘港口物流园区社区。

## 交通
招宝山街道通过招宝山大桥与北仑区戚家山街道相连，骆霞线甬江水底隧道与小港街道相连，风华路与宁波市中心城区相连，镇骆路与镇海骆驼街道新城区相连。宁波轨道交通2号线设聪园路站和招宝山站。

## 旅游
招宝山街道为全国重点文物保护单位镇海口海防遗址所在地，招宝山为4A级景区。